# 17799 Петевільямс
17799 Петевільямс (17799 Petewilliams) — астероїд головного поясу, відкритий 20 березня 1998 року.
Тіссеранів параметр щодо Юпітера — 3,338.